# Hampus Dalström

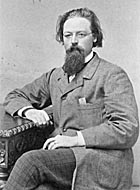
Hampus Dalström.

Axel Hampus Dalström, född 22 mars 1829 i Helsingfors, död 19 mars 1882 i Helsingfors, var en finländsk arkitekt. Han var en av de ledande arkitekterna i Finland på 1860-talet och 1870-talet. 
Dalström, som var son till extra ordinarie tullfiskalen Sven Adolf Dalström och Kristina Jakobina Wiklund, var elev vid Åbo realskola (Bergenheimska skolan) och studerade vid Teknologiska institutet i Stockholm 1846–1848. Han dimitterades privat, inskrevs vid Helsingfors universitet 1849 och företog studieresor till Frankrike, Italien och Tyskland 1861–1862. Han blev extra ordinarie tjänsteman vid Intendentkontoret 1848, tillförordnad länskonduktör i Viborgs län 1853, biträdande konduktör vid Intendentkontoret (från 1865 Överstyrelsen för allmänna byggnaderna) 1855, förste arkitekt där 1866, tillförordnad överdirektör 1869 och var ordinarie innehavare av denna befattning från 1870 till sin död. Han var även lärare i kalligrafi och ritning vid Helsingfors tekniska realskola 1856–1858.
Av Dalströms verk kan främst nämnas Gamla studenthuset (1870), restaurang Kapellet (1867) och Gardesmanegen (1877) i Helsingfors. Han är också känd för sju fyrar han ritade på 1870-talet.

## Byggnader i urval

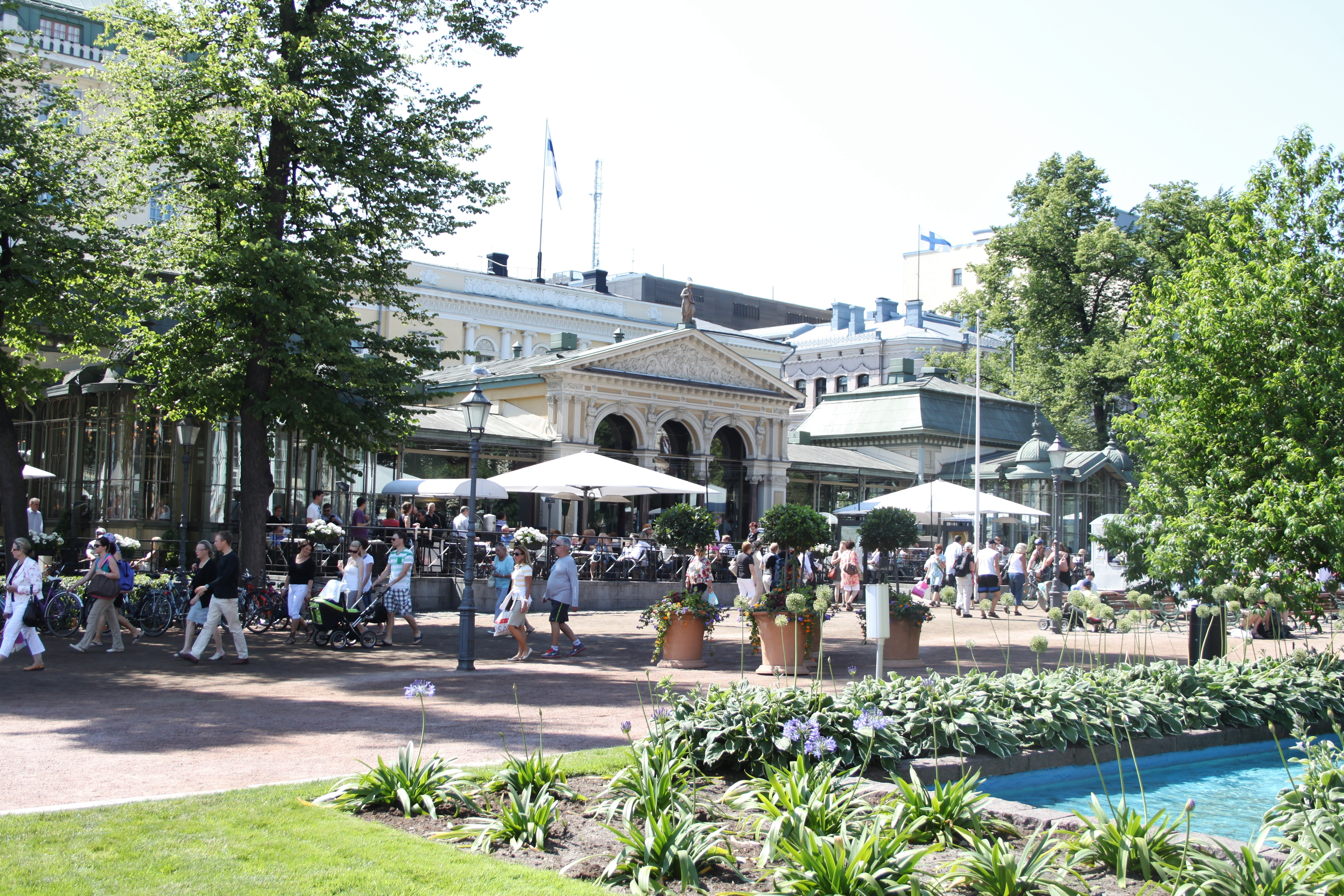
Restaurang Kappeli, Helsingfors, 1867
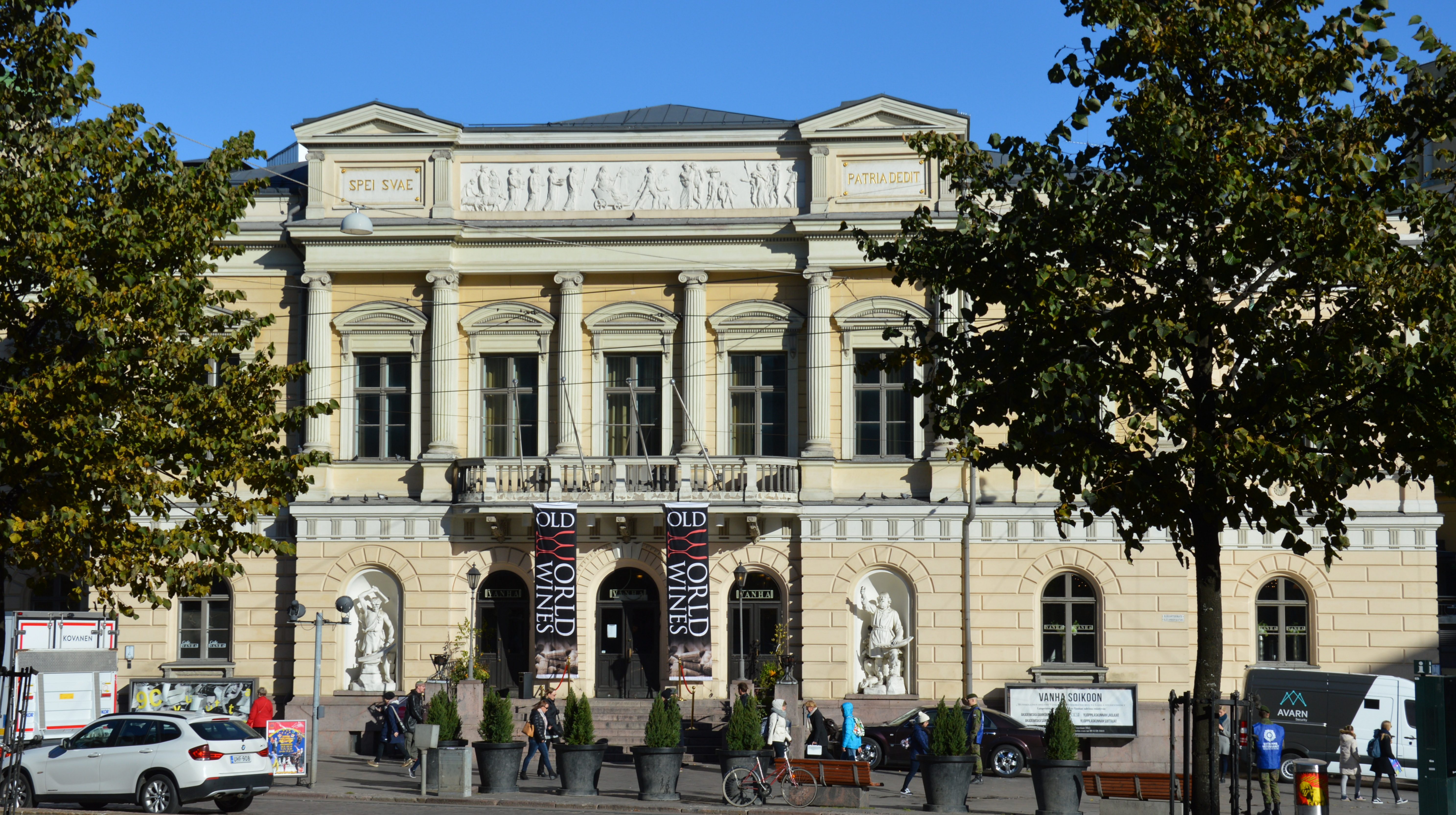
Gamla studenthuset, Helsingfors, 1870
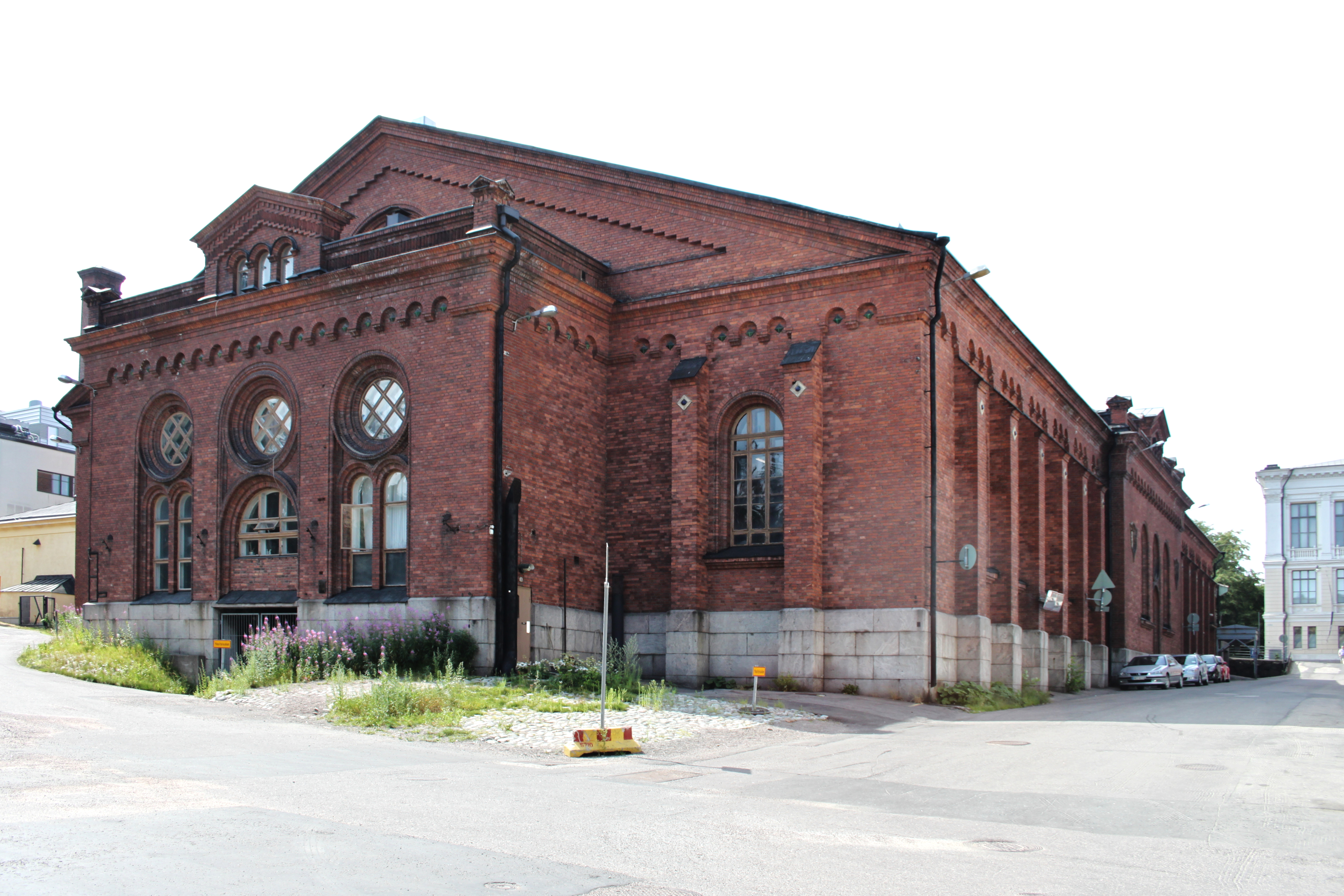
Gardesmanegen, Helsingfors, 1877
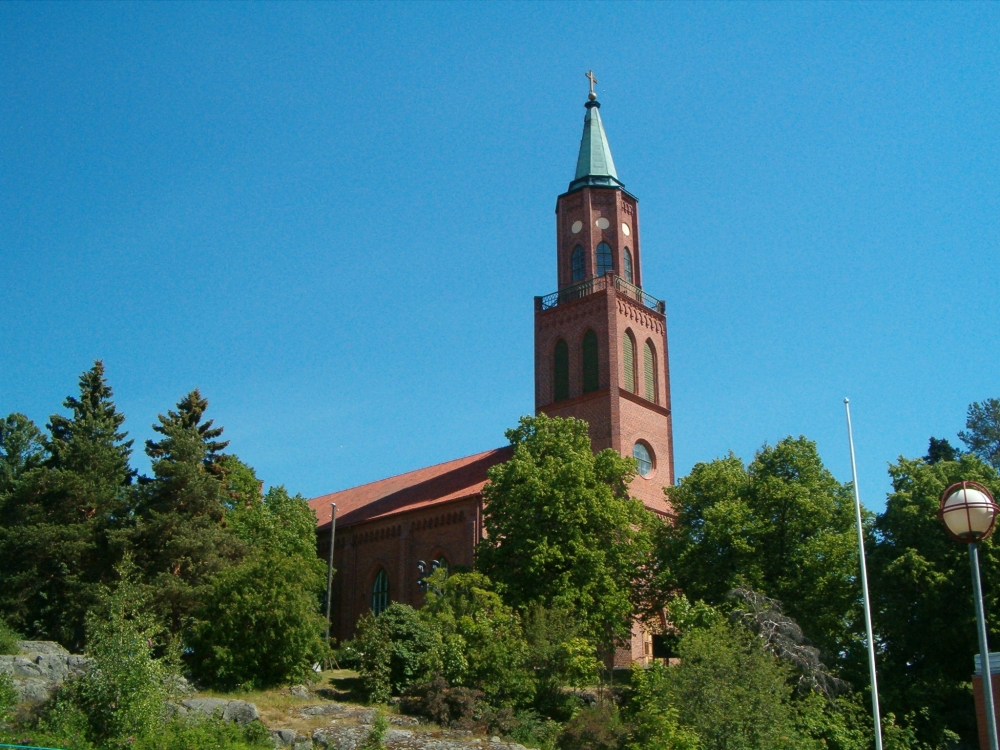
Nyslotts domkyrka, Nyslott, 1879
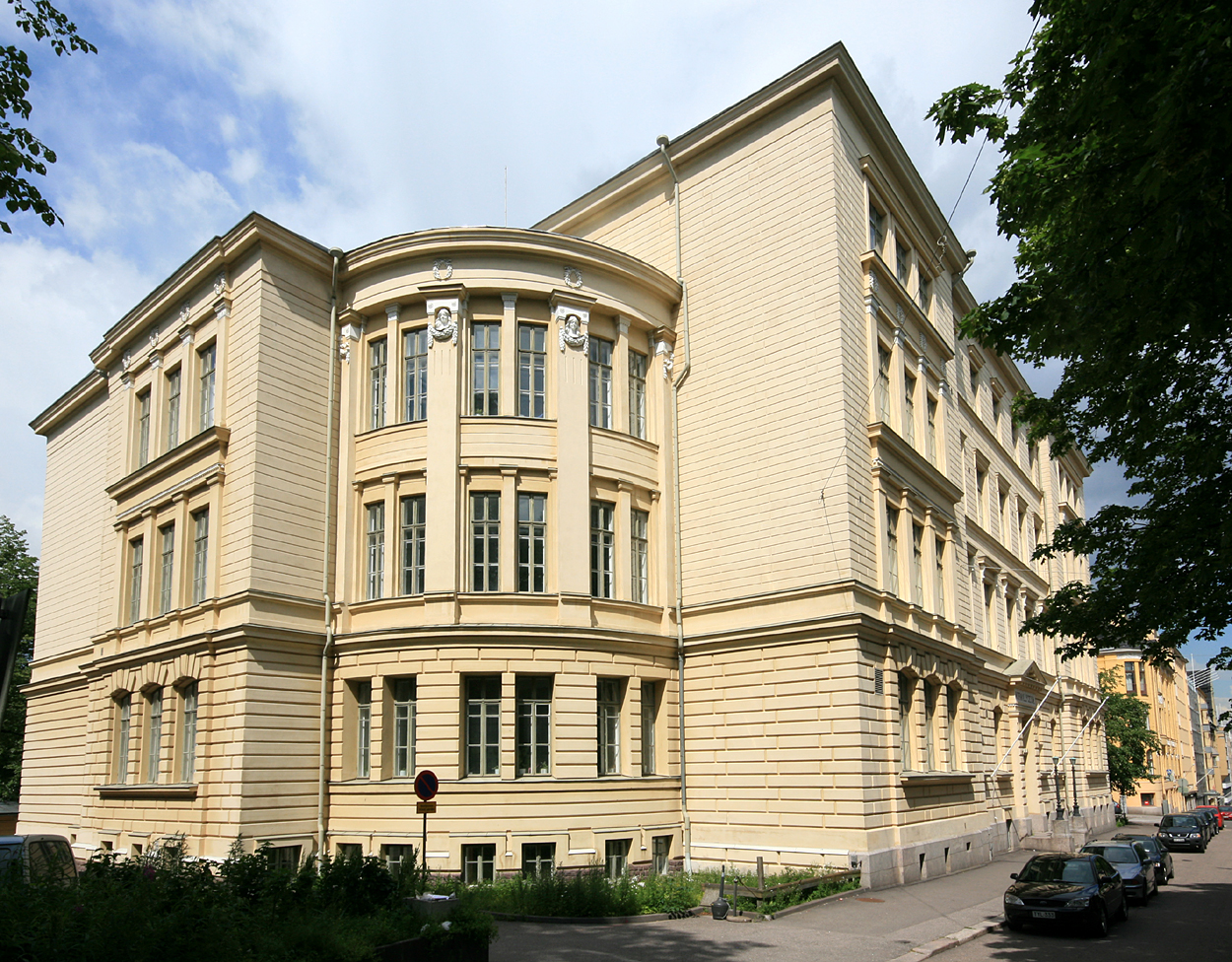
Svenska normallyceum, Helsingfors, 1880
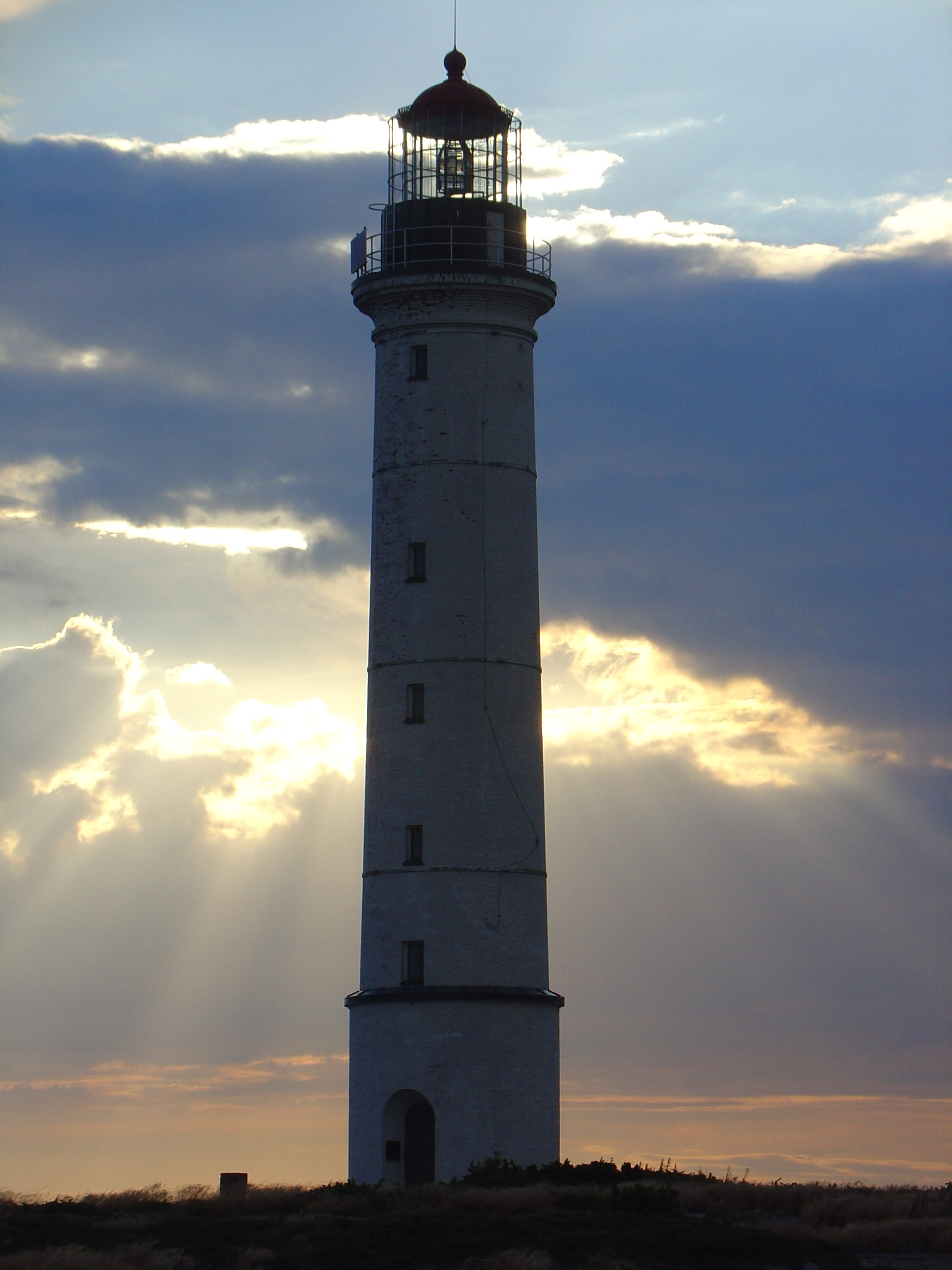
Sälskär fyr, Hammarland, Åland, 1868
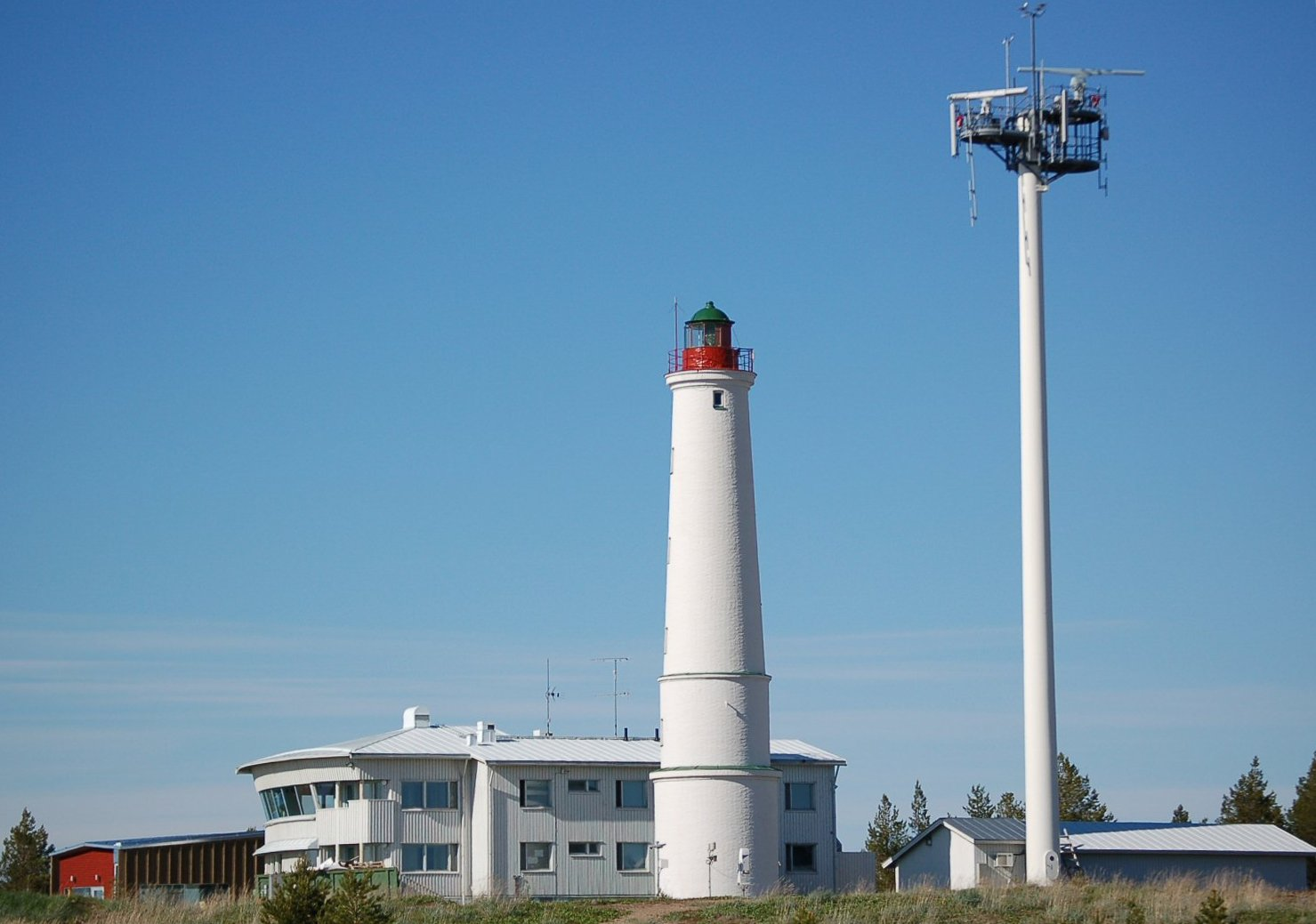
Marjaniemi fyr och lotsstation, Marjaniemi, Karlö, 1871
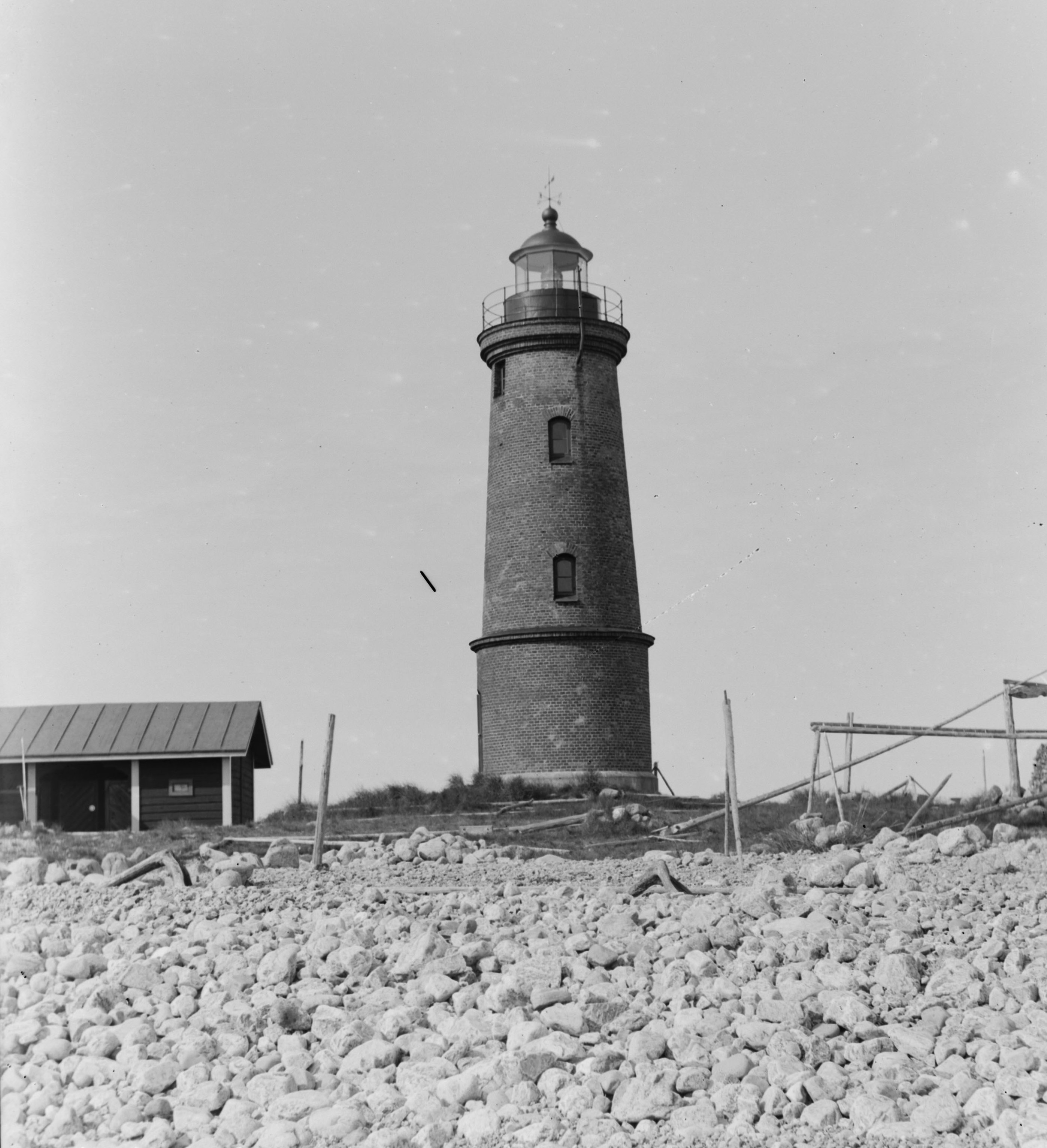
Ulkokalla fyr, Karlö, 1871 Vykort, Riksarkivet (Finland)
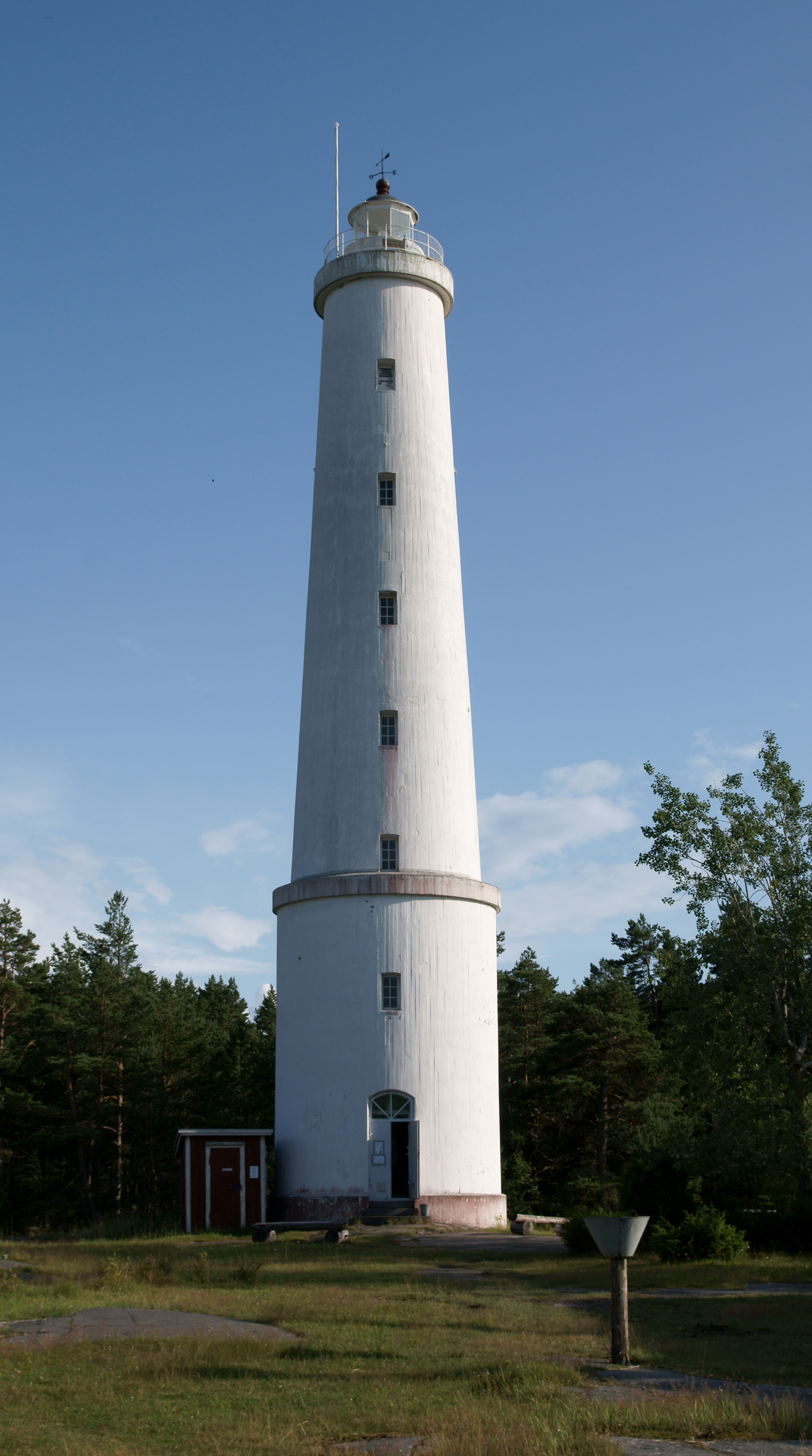
Sebbskärs fyr, Luvia, 1873
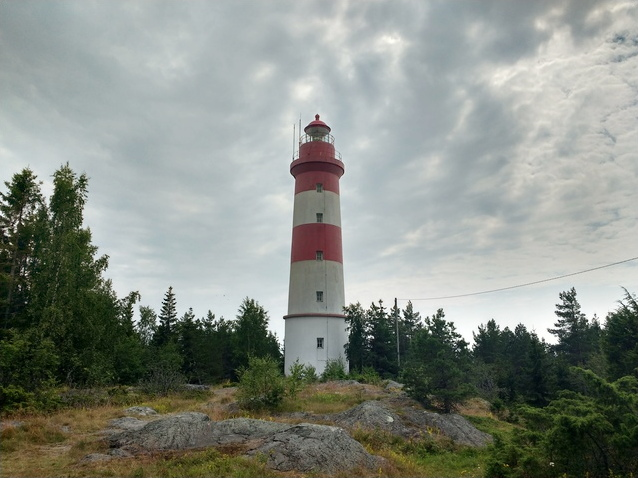
Sälgrunds fyr, Kaskö, 1875

## Utmärkelser
- Sankt Stanislausorden, andra klassen,  1872[2]
- Sankt Annas orden, andra klass,  1876[2]

[Redigera Wikidata]